# Ali Tepeleni
Ali Tepeleni pasa vagy Ali pasa (albánul Ali Pashë Tepelena, törökül Tepedelenli Ali Paşa) (Tepedelen, 1741 – Janina, 1822. február 5.) albán nemzetiségű oszmán hadvezér, a maga idejében a Balkán-félsziget délnyugati szegletének korlátlan hatalmú ura. Választott székhelye után Janina Oroszlánjaként emlegették és rettegték kortársai a keménykezű kényurat. Ugyanakkor mind a mai napig hősként tisztelik mint a szerb- és törökellenes albán nemzeti mozgalom nagy alakját.

## Élete

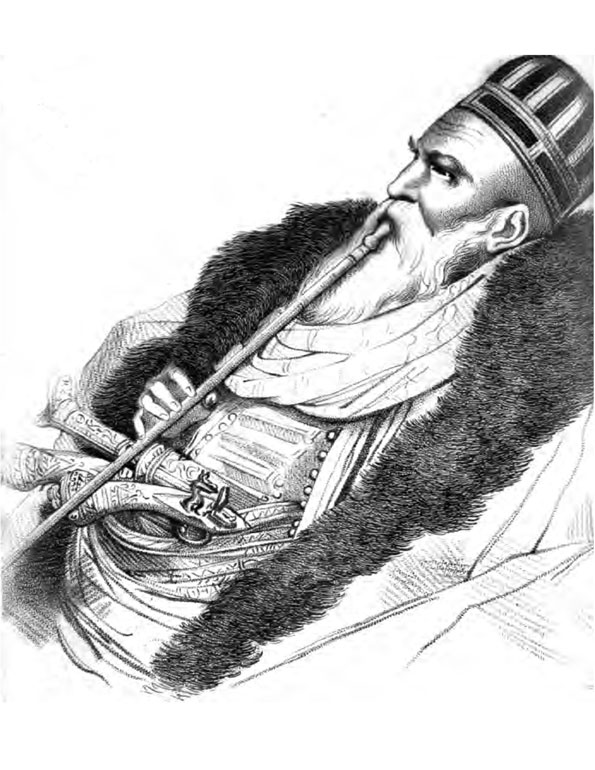
Ali Tepeleni pasa

Nagybirtokos család sarjaként született Tepedelenben (ma Albánia, Tepelena), Veli bég és a szláv nemzetiségű muzulmán anya, Velija gyermekeként. Apja 1754-es halálával a család elveszítette anyagi javait és politikai hatalmát, s Ali édesanyja egy, a környéket fosztogató bandát szervezett. Idővel Ali került a „szabadcsapat” élére, és vakmerő tetteivel hamar felhívta magára az oszmán hatóságok figyelmét: hamarosan a negropontei pasa jobb kezeként segédkezett az işkodrai felkelés leverésében. 1768-ban nőül vette a tehetős delvinai pasa leányát (házasságukból két fiú született: Muktar és Veli).
Az işkodrai siker után gyorsan lépkedett felfelé az oszmán hadsereg szamárlétráján. Előbb a ruméliai pasa hadnagya lett, majd 1787-ben – miután kitüntette magát a szultán Ausztria és Oroszország elleni háborúiban – jutalmul a Trikalai pasalik katonai parancsnokává tették. Ez a pozíció azonban nem elégítette ki ambícióit: 1788-ban elkergette Mahmud pasát Janinából és átvette a Janinai szandzsák kormányzását (a Portát intrikáival meggyőzte, hogy ő az alkalmas személy a szandzsák élére). Felvette az Ali pasa nevet, s a város az elkövetkező három évtizedben mindvégig támaszpontjául szolgált. Szülőfalujában, Tepedelenben is építtetett egy hatalmas, fényűző palotát. Kihasználva a török adminisztráció gyengeségét, a későbbiekben irányítása alá vonta Albánia és Macedónia déli részét, Epiruszt és Thesszáliát.
E területek országlásában pragmatikus despotának mutatta magát: nyíltan ugyan nem fordult szembe a Portával (sőt, éves adót fizetett), de bárkivel egyezségre lépett céljai elérése érdekében. Fő ambíciója az albán és görög területek összevonásával irányítása alatt álló, önálló királyság létrehozása volt. 1797 októberében a Velencei Köztársasághoz tartozó tengerparti városokért (Butrinto, Parga, Prevesa, Vonitsa) indított hosszú és sikertelen hadjáratot, jóllehet a Jón-szigeteket birtokló Franciaország, Bonaparte Napóleon tábornok is támogatta e szándékában. Diplomáciai praktikáit és hatalmi törekvéseit a gyenge konstantinápolyi kormányzat kíváncsian és az időnyerésben bízva szemlélte. Úgy vélték, még mindig jobb félig-meddig szövetségesüknek tudni Alit, mint kenyértörésre vinni a dolgot. Sőt, hogy továbbra is biztosítsák Ali pasa jóindulatát, 1799-ben Rumélia kormányzójává tették meg, ami a legmagasabb adminisztratív tisztségnek számított a Balkánon. Bonaparte Napóleon tábornok 1799. évi egyiptomi kudarca után Ali francia szövetségesét elveszítette. Az Oszmán Birodalom elleni harcukban az európai hatalmak azonban továbbra is erős szövetségest láttak Aliban, aki 1804-ben Nagy-Britanniával szövetkezett, s anyagi támogatásukkal, 100 000 fős hadseregével elnyomta a görögök és az albán szulióták függetlenségi kísérleteit, és biztosította hatalmát a Balkán délnyugati részén.
Ali pasa szeszélyes kegyetlenkedéseit Balkán-szerte rettegték. Negyven évvel azután, hogy anyját Gardiki falu lakói egy ízben bántalmazták, Ali Tepeleni bosszút állt: a tettesek leszármazottai közül 739 férfit lemészároltatott. 1808-ban, miután egyik legnagyobb ellenlábasát, a görög Katszandonisz kleftiszt foglyul ejtette, a szerencsétlen ember minden csontját pöröllyel összetörette kivégzése előtt. Máig nem tisztázott, hogy legenda vagy valóság a szájhagyomány által népballada formájában is megőrzött eset, amely szerint 1801-ben, miután közeledési kísérletét visszautasította legidősebb fiának nevelőnője, tizenhét másik nővel együtt megkötözte, majd élve bedobatta a janinai Pamvotisz-tó vizébe.
Ali pasa 1819-ben úgy érezte, elérkezett az idő, hogy deklarálja függetlenségét a Portától, 1820-ban pedig bérgyilkosokat küldött Konstantinápolyba, hogy megöljék egyik politikai ellenfelét. A cselszövést azonban leleplezték, s mindezt II. Mahmud arra használta fel, hogy visszaállítsa a Porta megtépázott tekintélyét. Elsőként minden tisztségétől megfosztotta Ali pasát, majd büntetőhadjáratot indított ellene. Ali felkészült az ellenállásra, és nagy erőfeszítéseket tett a görögök és a keresztény albánok megnyerésére. Javított az irányítása alatt álló falvak életkörülményein, és 1821 tavaszán a függetlenségükért harcoló görög felkelőkkel az oldalán hadjáratot indított Epiruszban, Moreában és Livadeia környékén. Ám az oszmán hadsereg visszavonulásra késztette Ali csapatait. Végül, 1822. január 24-én török békekövetek bejutottak Janinába, és sikeres merényletet követtek el a vára védelmébe húzódó Ali pasa ellen. A fejét – fiaiéival együtt – Konstantinápolyba küldték.

## Ali pasa az irodalomban
Az angol költő, George Byron 1809-ben látogatta meg Ali pasa tepedeleni udvarát, és a fényűző kényúrral való találkozását a Childe Haroldban is megörökítette. Tagadhatatlan, hogy elbűvölte őt a pompa és Ali pasa hellén világot megidéző klasszicizmusa, ugyanakkor a kegyetlen despotát is látta az önmagát muzulmán Bonaparténak tituláló vendéglátójában. (Ali pasa hiteles, érzékeny személyleírása is Byronnak köszönhető.) Állítólag a pasa szerelmes is lett a költőbe (akinek szintén volt része biszexuális és homoszexuális kalandokban), s ajándékokkal próbálta meg magához csábítani Byront. Byron átlátott a szitán és ügyesen kitért előle. Egyszer megmentett egy muzulmán albán lányt, akit Ali bírósága ítélt halálra, mert kereszténnyel hált. Byronnak egyébként szintén volt viszonya a lánnyal, de ez nem derült ki.
Ali pasa bukásának romantikus adaptációját olvasni Alexandre Dumas Monte Cristo grófja című 1844-es regényében. A műben Ali pasa leánya, Haydée a gróf rabszolganője lesz, és segédkezet nyújt Edmond Dantèsnek bosszúja végrehajtásában.
A magyar szépirodalomban már 1846-ban, Jósika Miklós Diamante című elbeszélésében felbukkant az albán kényúr (Ali Telepéni néven), de ennél híresebb Jókai Mór 1854-ben írott, A janicsárok végnapjai című regénye. Főhőse, Ali Tepelenti szomorú végét a nagy mesélő így írja le:
„Amely napra meg volt izenve, aznapra megérkezett a tatár Sztambulba, Ali fejével. […] Azon kapunál, hol Tepelenti feje volt kitéve, oly nagy volt három napig a tolongás, hogy több ember nyomatott agyon a bámulni kívánóktól, kik mind eljöttek megnézni azt az ősz szakállú arcot, melynek haragos tekintete előtt hosszú ideig reszketett az egész birodalom.”
Napjaink egyik turistalátványossága Ali végzetének helyszíne a janinai Pamvotisz-tó szigetén, a Pandelimonosz-kolostorban, ahol még a halálát okozó, majd a falba csapódó golyó ütötte lyukat is megmutatják. A kolostorban egy kis Ali Tepeleni pasa emlékmúzeumot is berendeztek.